# 地心地固坐标系

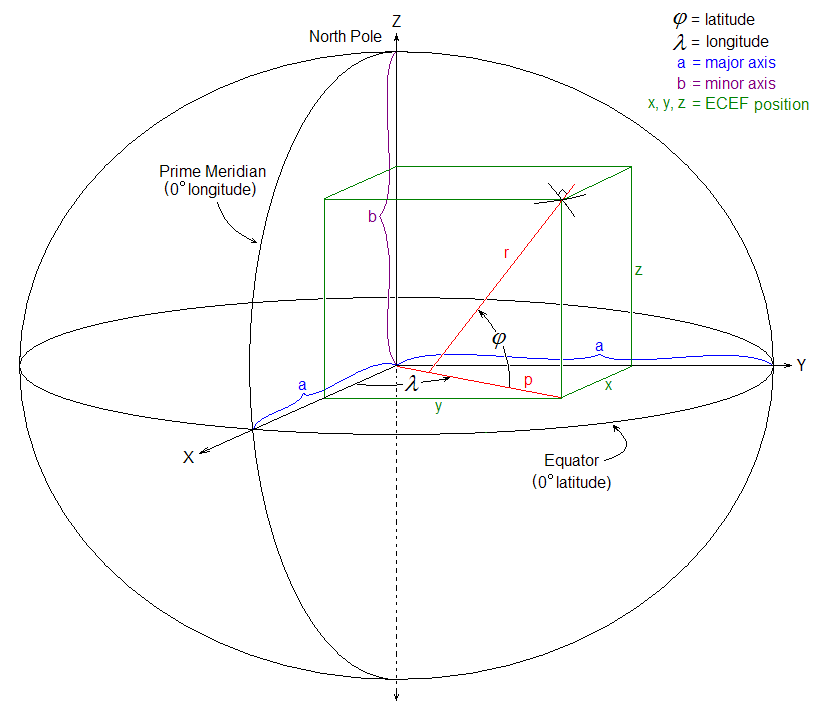
地心地固坐标系。

地心地固坐标系（Earth-Centered, Earth-Fixed，简称ECEF）简称地心坐标系，是一种以地心为原点的地固坐标系(也称地球坐标系)，也是屬於笛卡儿坐标系的一種。原点 O (0,0,0)为地球质心，z 轴与地轴平行指向北极点，x 轴指向本初子午线与赤道的交点，y 轴垂直于xOz平面(即东经90度与赤道的交点)构成右手坐标系。